# André Hoekstra
André Hoekstra (Baarn, 5 aprile 1962) è un allenatore di calcio ed ex calciatore olandese, di ruolo centrocampista.

## Palmarès

### Giocatore

#### Competizioni nazionali
- Campionato olandese: 1

Feyenoord: 1983-1984
- Coppa dei Paesi Bassi: 1

Feyenoord: 1983-1984